# Sardi (città antica)
Sardi o Sardis o Sardes (in lidio 𐤳𐤱𐤠𐤭𐤣, traslitterato Sfard; antico greco Σάρδεις, traslitterato Sárdeis; antico persiano Sparda) era un'antica città dell'Asia Minore (oggi Turchia) che divenne capitale del regno di Lidia nel VII secolo a.C..

## Storia
La città sorgeva alla confluenza dei fiumi Ermo e Pattolo, dove sono stati ritrovati segni di attività umane risalenti al neolitico. Verso la fine del II millennio a.C. una piccola comunità si stabilì ai piedi dell'acropoli.
Una possibile citazione di Sardi appare già nell'Iliade di Omero con il nome di Hyde. Viene citata esplicitamente per la prima volta nella tragedia di Eschilo intitolata i "I Persiani" (472 a.C.). Erodoto riferisce che "in Lidia regnavano gli Eraclidi ... discendenti di Eracle e di una schiava di Iardano ... che esercitarono il potere per ventidue generazioni, cioè 505 anni, passandoselo di padre in figlio fino al tempo di Candaule". Costui fu ucciso da Gige, sua guardia del corpo, che "ottenne il regno e vide confermato il suo potere dall'oracolo di Delfi, perché quando già i Lidi, considerando la gravità dell'assassinio di Candaule, presero le armi, i sostenitori di Gige e gli altri Lidi vennero a un accordo: se l'oracolo lo avesse confermato re dei Lidi, allora Gige avrebbe regnato, altrimenti avrebbe restituito il regno agli Eraclidi. L'oracolo gli fu favorevole e così Gige fu re".
In epoca ittita la città si chiamava probabilmente Uda. Dal VII secolo a.C. Gige e i suoi discendenti, i Mermnadi, regnarono su Sardi, che divenne la capitale di un regno in espansione che andava dal Mar Egeo all'Anatolia centrale. I re Gige e Creso divennero famosi per la loro ricchezza, che sembra derivasse dall'oro presente nelle sabbie del fiume Pattolo o da un giacimento nel monte Tmolo, e le generose offerte ai santuari della Grecia. Erodoto attribuisce ai re di Sardi l'invenzione della moneta. Conquistata dai Cimmeri e poi da Ciro il Grande, divenne satrapia persiana nel 546 a.C. e termine della Strada Reale che cominciava a Persepoli. Venne distrutta durante la rivolta delle città ioniche, Sardi divenne così la capitale della satrapia persiana della Lidia con il nome di Sparda. Sardi divenne anche il punto di partenza della strada reale persiana, lunga 2.500 km e diretta a Persepoli. Nel 499 a.C., Sardi e i suoi templi furono distrutti dai Greci durante la Rivolta Ionica, vendicata da questi ultimi nelle successive Guerre Persiane.
Sardi fu il punto di partenza della processione di Diecimila persone descritta da Senofonte nell'Anabasi.
Tissaferne, satrapo a Sardi dal 413 a.C. circa, sostenne gli Spartani nella Guerra del Peloponneso con la mediazione di Alcibiade. Nel 401 a.C., il potente satrapo di Sardi combatté contro il principe ribelle Ciro, che fu ucciso. 
Con la vittoria di Alessandro Magno nella battaglia di Granico del 334 a.C., Sardi entrò nella sfera di potere ellenistica con la conquista di Alessandro Magno. Fu ancora conquistata da Antioco III il Grande alla fine del III secolo a.C. e nel 189 a.C. entrò a far parte del regno di Pergamo. Divenuta città della provincia romana d'Asia, sotto l'imperatore Tiberio fu distrutta da un terremoto ma venne ricostruita, continuando ad essere una delle grandi città dell'Asia Minore bizantina. Con i turchi Selgiuchidi iniziò la sua decadenza, che si concluse con la distruzione da parte di Tamerlano nel 1402.